# Philip Granville
Philip Granville, född 28 juli 1894, död 16 augusti 1954, var en friidrottare från Kanada. Han deltog vid olympiska sommarspelen 1924.